# 李旻 (東漢)
李旻（2世纪—190年），东汉末年官员，汉献帝时的颍川郡太守。
董卓废少帝刘辩、立汉献帝刘协。袁绍等地方官员组成讨董联盟，李旻於初平元年（190年）加入讨董盟军。颍川郡属豫州，长沙郡太守孙坚率豫州诸郡兵讨伐董卓，在河南尹梁县被董卓部将徐荣打败，李旻被生擒，董卓将他烹杀。董卓所俘获的讨董盟军士卒，都用布缠里，倒立在地上，用热膏灌杀。
亦作 李濤